# Musée de l’Amérique francophone
Das Musée de l’Amérique francophone (bis 2013 Musée de l’Amérique française genannt) ist ein Museum in der Stadt Québec. Es befindet sich an der Rue Sainte-Famille in der Oberstadt, in einem Nebengebäude des Séminaire de Québec. Das Museum gehört zum Verbund Les Musées de la civilisation und befasst sich mit der französischen Kultur auf dem nordamerikanischen Kontinent. Es verwaltet die im Jahr 1806 erstmals der Öffentlichkeit präsentierte Sammlung des Seminars, weshalb es als ältestes Museum Kanadas gilt.

## Geschichte
Das 1663 gegründete Séminaire de Québec begann unmittelbar nach seiner Gründung mit dem Aufbau einer Sammlung, die zunächst vor allem religiöser Natur war. Da Bischof François de Montmorency-Laval der Regierung Neufrankreichs angehörte, umfasste die Sammlung des Priesterseminars von Anfang ein Archiv, das heute für die historische Forschung von unschätzbarem Wert ist.
Im frühen 19. Jahrhundert entstand eine wissenschaftliche Sammlung, die am 22. Oktober 1806 erstmals der Öffentlichkeit zugänglich gemacht wurde. Mitte des 19. Jahrhunderts umfasste die Bibliothek des Seminars mehr als 10.000 Werke in den Bereichen Theologie, Literatur, Philosophie, Wissenschaften und Medizin. Außerdem eignete sich die physikalische und naturwissenschaftliche Sammlung für Lehrzwecke, was 1852 die Gründung der Université Laval begünstigte. Das Seminar verfügte damals auch über zoologische, mineralogische und geologische Sammlungen. Später kamen auch Sammlungen in den Bereichen Botanik, Religion, Numismatik, Ethnologie und Medizin hinzu.

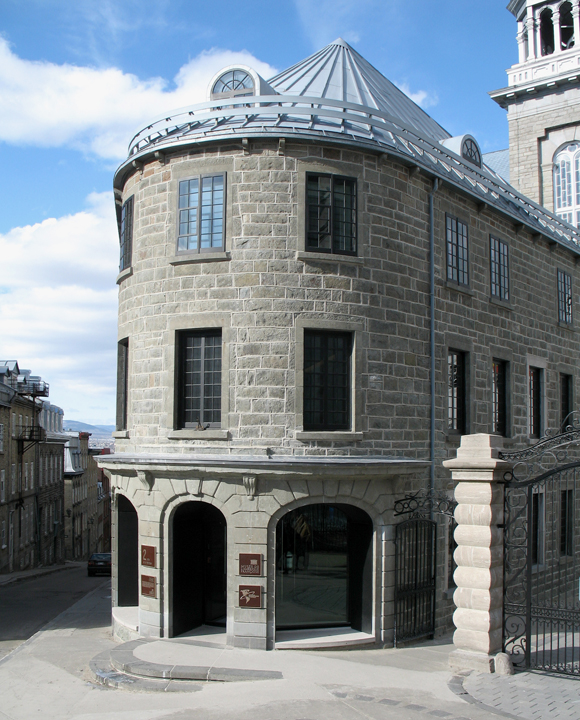
Museumsgebäude

Seit seiner Gründung sammelte das Seminar Kunstwerke, 1875 erfolgte die Eröffnung eines Kunstmuseums. Im zweiten Viertel des 20. Jahrhunderts galten die naturwissenschaftlichen und ethnologischen Objekte als veraltet und wurden schrittweise eingelagert. Die Öffentlichkeit verlor zunehmend das Interesse an den Sammlungen des Seminars, die mehrere Jahrzehnte lang weitgehend unbeachtet blieben. Dies änderte sich 1983 mit der Eröffnung eines neuen Museums am heutigen Standort. In den 1990er Jahren nahm man eine umfassende systematische Inventarisierung vor. Dies erlaubte eine neue Präsentation unter dem Gesichtspunkt der französischen Kulturgeschichte in Nordamerika. Im selben Jahr übernahm das Musée de la civilisation die Leitung. Der von 1623 bis 1800 reichende Teil des Seminararchivs, der vom Museum verwaltet wird, wurde im Jahr 2007 aufgrund der großen historischen Bedeutung in das Weltdokumentenerbe der UNESCO aufgenommen.

## Gebäude
Das Museum befindet sich im Pavillon Jérôme-Demers, das im Jahr 1855 nach Plänen des Architekten Charles Baillairgé entstand. Es diente ursprünglich als Pension für Studenten der Université Laval, ab 1901 als Konvent der Dominikanerinnen, seit 1983 als Museumsgebäude. Das dreistöckige Gebäude mit unverputzter Kalksteinfassade weist eine abgerundete Frontfassade auf. Es schließt sich an eine seit 1750 bestehende Kapelle an, die 1888 durch einen Brand zerstört und zwei Jahre später wieder aufgebaut wurde. Seit 1991 ist die Kapelle profaniert und dient ebenfalls als Ausstellungsgebäude.